# Fiming
Fiming ist eine Ortschaft in der Gemeinde St. Georgen am Längsee im Bezirk Sankt Veit an der Glan in Kärnten (Österreich). Die Ortschaft hat 337 Einwohner (Stand 1. Jänner 2024). Sie liegt auf dem Gebiet der Katastralgemeinden Launsdorf und St. Georgen am Längsee.

## Lage
Die Ortschaft liegt im Süden des Bezirks Sankt Veit an der Glan, im Sankt Veiter Hügelland, südlich des Längsees. Fiming liegt mitten in der Gemeinde Sankt Georgen am Längsee. Der Ort ist durch die Zersiedelung der letzten Jahrzehnte allmählich mit den Nachbarortschaften Krottendorf, St. Peter, St. Georgen am Längsee, Reipersdorf und Thalsdorf zusammengewachsen.

## Geschichte
Der nördliche Teil der Ortschaft gehörte, auf dem Gebiet der Steuergemeinde St. Georgen liegend, in der ersten Hälfte des 19. Jahrhunderts zum Steuerbezirk St. Georgen am Längsee. Der südliche Teil der Ortschaft, auf dem Gebiet der Steuergemeinde Launsdorf liegend, gehörte zum Steuerbezirk Osterwitz. Seit Gründung der Ortsgemeinden im Zuge der Reformen nach der Revolution 1848/1849 gehört der gesamte Ort zur Gemeinde Sankt Georgen am Längsee.

## Bevölkerungsentwicklung
Für die Ortschaft ermittelte man folgende Einwohnerzahlen:
- 1869: 6 Häuser, 51 Einwohner[2]
- 1880: 6 Häuser, 48 Einwohner[3]
- 1890: 6 Häuser, 42 Einwohner[4]
- 1900: 7 Häuser, 47 Einwohner[5]
- 1910: 6 Häuser, 50 Einwohner[6]
- 1923: 9 Häuser, 56 Einwohner[7]
- 1934: 58 Einwohner[8]
- 1961: 26 Häuser, 98 Einwohner[9]
- 2001: 107 Gebäude (davon 98 mit Hauptwohnsitz) mit 154 Wohnungen; 372 Einwohner und 34 Nebenwohnsitzfälle; 152 Haushalte; 6 Arbeitsstätten, 5 land- und forstwirtschaftliche Betriebe[10]
- 2011: 124 Gebäude, 371 Einwohner, 166 Haushalte, 17 Arbeitsstätten[11]
- 2021: 127 Gebäude, 334 Einwohner, 155 Haushalte, 19 Arbeitsstätten[12]

## Persönlichkeiten
- Andreas Reiner (* 1760 in Fiming; † 1817 in Admont), Prior des Stifts Admont
- Anton Leikam (* 1943 in Lölling), 1986 bis 2002 Abgeordneter zum Nationalrat, wohnhaft in Fiming